# Pola Illéry
Pour les articles homonymes, voir Pola.
Pola Illéry, de son vrai nom  Paula (ou Pola) Iliescu, est une actrice roumaine, née le 18 décembre 1909 à Corabia (Roumanie) et morte le 19 octobre 1993 à Palos Verdes Estates (Californie).

## Biographie
Pola Illéry commence sa carrière en France en 1928, à l'époque des derniers films muets, et figure dans Le Capitaine Fracasse d'Alberto Cavalcanti et Henry Wulschleger en 1929. Dans les années 1930, elle apparaît dans une quinzaine de films en France et en Roumanie, notamment dans Sous les toits de Paris, le premier film parlant de René Clair (1930), Le Petit Chaperon rouge d'Alberto Cavalcanti (1930) où elle a pour partenaire Jean Renoir, 14 juillet de René Clair (1933), Le Tigre du Bengale et Le Tombeau hindou de Richard Eichberg (1938).
Pendant la Seconde Guerre mondiale, elle part s'installer aux États-Unis et obtient la nationalité américaine en 1946. Mariée en 1947, elle a quatre enfants.
Elle meurt le 19 octobre 1993. En 2012, un faux avis de décès[réf. nécessaire] a été publié dans de nombreux journaux, y compris le  The Daily Telegraph  et est apparu sur de nombreux sites Web ; les rapports ont été plus tard révélé être un canular, Pola Illéry est en fait morte en 1993, et en outre la plupart des informations publiées étaient également incorrectes[réf. nécessaire].

## Filmographie
- 1928 : Le Désir d'Albert Durec
- 1929 : Le Capitaine Fracasse d'Alberto Cavalcanti et Henry Wulschleger : Chiquita
- 1930 : Parada Paramount de Charles de Rochefort (version roumaine de Paramount on Parade)
- 1930 : Sous les toits de Paris de René Clair : Pola
- 1930 : Illusions de Lucien Mayrargue
- 1931 : Le Petit Chaperon rouge de Alberto Cavalcanti : une petite fille
- 1931 : Televisiune de Phil D'Esco et Jack Salvatori (en Roumanie)
- 1931 : Un homme en habit de René Guissart : Totoche
- 1933 : L'Ange gardien de Jean Choux
- 1933 : Au pays du soleil de Robert Péguy
- 1933 : 14 juillet de René Clair : Pola (non créditée)
- 1934 : Taxi de minuit (moyen métrage), d'Albert Valentin : Pola
- 1934 : La Rue sans nom de Pierre Chenal : Noa
- 1938 : Le Tigre du Bengale de Richard Eichberg : Myrrha
- 1938 : Le Tombeau hindou de Richard Eichberg : Myrrha